# حي فيلات 300

الفيلات 300 أحد احياء مدينة البيضاء في ليبيا. تقع بين حي الجنين وحي الزيتونة.